# Riebiņi
Riebiņi ist ein Ort im Südosten Lettlands.

## Geschichte

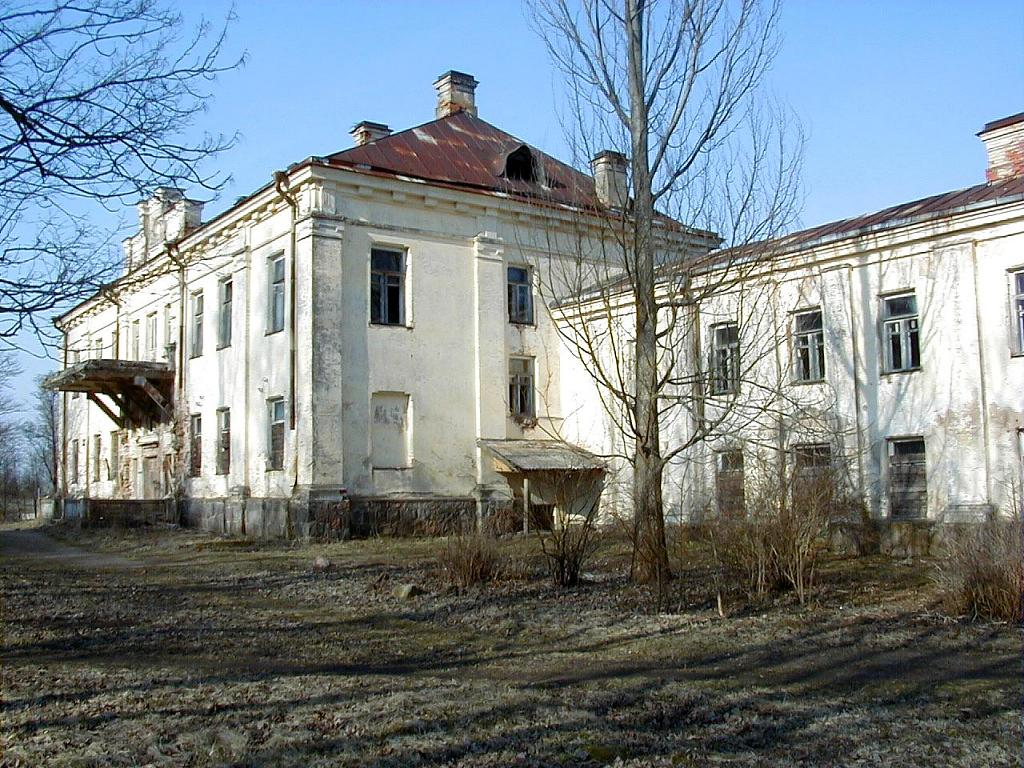
Herrenhaus Riebiņi

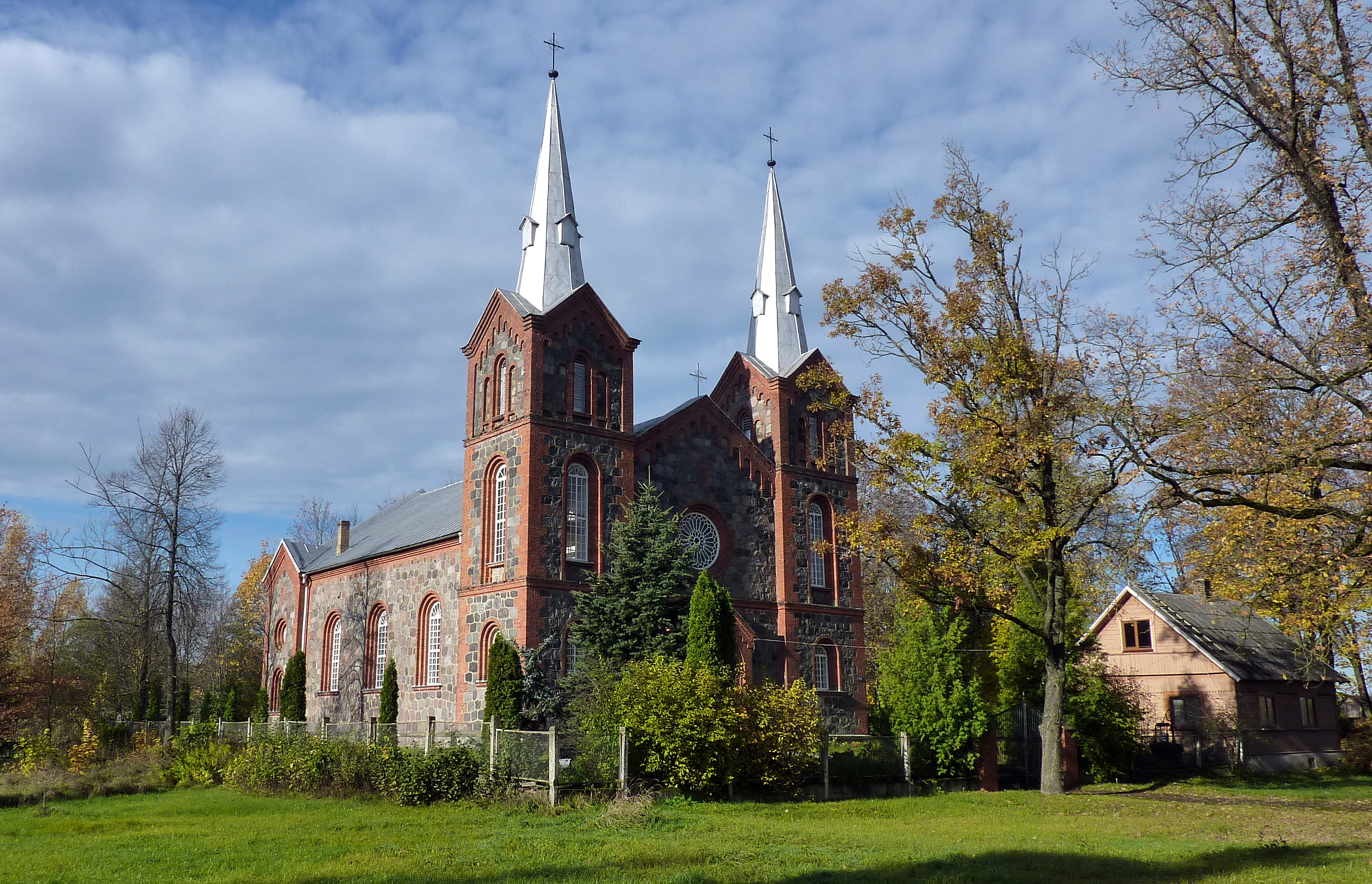
Katholische Kirche St. Peter und St. Paul in Riebiņi, erbaut 1894–1909

Der Ort entstand seit dem 18. Jahrhundert um ein Landgut. Im 19. Jahrhundert siedelten sich hier Juden an, die bei der Volkszählung 1897 mit 533 Personen 91 % der Bevölkerung stellten.
Der ausgedehnte Gebäudekomplex des Guts stand Ende des 19. Jahrhunderts leer und wurde danach von dem Philanthropen Jevgenia Kerbedza verschiedenen bildenden Künstlern als Erholungsort zur Verfügung gestellt. Mit anderen hielten sich der Maler Konrad Krzyżanowski und einige seiner Schüler hier mehrfach auf. Nach 1920 wurde hier eine Schule eingerichtet.
1945 erhielt Riebiņi einen Ortschaftsrat. Unter Einschluss einiger Kolchosen entstand 1990 die Gemeinde. 2004 wurde unter Einschluss von fünf weiteren Gemeinden der Bezirk Riebiņi (Riebiņu novads) gebildet, der 2021 im Bezirk Preiļi aufging.